# Дромологофет
Дромологофет (греч. Λογοθέτης τοΰ δρόμου — Логофет Дрома) в Византийской империи так назывался главный начальник почтового ведомства. Впоследствии он скреплял своей подписью царские указы и золотые буллы (Хрисовул (лат. Bulla Aurea; греч. Χρυσόβουλλον)). При Кодине он занимал 27 место в ряду придворных чинов, но уже не имел никакой должности.

## Первичные источники
- Никита Хониат. История, начинающаяся с царствования Иоанна Комнина. Спб., 1860.